# Bassa (Liberia)
Bassa – grupa etniczna z rodziny ludów Kru zamieszkująca Liberię, głównie regiony: Grand Bassa, Rivercess, Margibi i Hrabstwo Montserrado. Posługuje się językiem bassa z grupy kru. 
Populację ludu Bassa szacuje się na 575 tysięcy osób. 68% populacji to chrześcijanie (katolicy i protestanci), 30,5% praktykuje wierzenia tradycyjne.